# Panzerkampfwagen V Panther II
Der Panzerkampfwagen V „Panther II“ war der Entwurf eines Kampfpanzers während des Zweiten Weltkriegs. Der nur als unvollständiger Prototyp gefertigte Panzer sollte nach Plänen des Heereswaffenamtes den Panzerkampfwagen V Panther im weiteren Kriegsverlauf ersetzen.

## Entwicklung
Noch in der frühen Phase der Entwicklung des Panzerkampfwagen V Panther gab es Zweifel, ob der Panther im Jahr 1943 noch ausreichend gegen gegnerische Panzerabwehrwaffen geschützt sein würde. Der Versuch, eine verstärkte Panzerung bei dem in Entwicklung befindlichen „normalen“ Panther einzuführen, scheiterte. Aus diesem Grund wurde an einer Weiterentwicklung mit der Bezeichnung „Panther 2“ gearbeitet. Der ursprüngliche Entwurf der Fahrzeuge unterschied sich nur bezüglich der Stärke der Panzerung. Allerdings äußerte bei einer Besprechung am 10. Februar 1943 der leitende Entwicklungsingenieur von MAN, Dr. Wiebecke, dass der Panther in seiner damaligen Form nicht den Anforderungen der Ostfront gerecht wurde.
Und bereits in den folgenden Tagen forderte das Heereswaffenamt die beiden Unternehmen Henschel und MAN zu einer engeren Zusammenarbeit auf, auch da die logistischen Probleme bei der Ersatzteilversorgung für verschiedene Panzertypen an der Ostfront offenkundig waren. Das Ziel war, wie in einer Besprechung am 17. Februar 1943 festgelegt, spätestens mit der Einführung des Kampfpanzer Tiger Ausf. B (Tiger II) die Fertigung des gerade in Einführung befindlichen mittleren Kampfpanzers V Panther auf das weiterentwickelte Modell dieses Fahrzeugs umzustellen, welches möglichst viele gemeinsame Baugruppen mit der zweiten Generation des schweren Kampfpanzers aufweisen konnte. Eine solche Vereinheitlichung der Typen war von der Panzer-Kommission gefordert worden. So sollten zum Beispiel in beiden Fahrzeugen das Getriebe ZF AK 7/200 und der Maybach-Motor HL 230 verbaut werden.
Konsequenterweise band die Abteilung WaPrüf 6 des Heeresamtes auch die Firma Rheinmetall ein und diskutierte am 18. Februar den Entwurf eines Turmes für den Panther 2. In der Planungsphase wurden viele Vorgaben gemacht, so war zum Beispiel ein maximaler Turmradius einzuhalten, damit die Fahrer- und Funkerluke bei jeder Turmstellung zu öffnen waren. Auch andere Abmessungen wurden vorgegeben, um den Zugang zum Motorraum sicherzustellen. Am 19. Februar wurde mit Krupp, Rheinmetall und Daimler-Benz der Einbau des Maschinengewehr 42 in Panzertürmen besprochen.
Während einer Entwicklungssitzung am 5. März 1943 wurde festgelegt, dass beim Tiger II und beim Panther II im Bereich des Antriebs alternativ ein Maybach-Olvar- oder ein ZF Allklauen-Schaltgetriebe verbaut werden konnte. Zum 20. März sollten Konstruktionspläne für Lenkgetriebe und Seitenvorgelege fertig sein. Dann am 30. März wurde bestimmt, dass Krupp die Produktion des Panther II beginnen sollte. Hierfür sollte MIAG Teile zuliefern.
Ab April 1943 verwendete man die Projekt-Bezeichnung Panther II.
Und MAN hatte schon für Mitte August 1943 einen Prototyp zugesagt.
In der folgenden Zeit entwickelte MAN für das Projekt die „gummisparenden Laufrollen“. Diese wurden später auf dem Panther Ausf. G erprobt und kamen beim Tiger II und beim Tiger I zum Einsatz. Man stellte allerdings fest, dass die Gleiskette des Panthers mit diesen Laufrollen Probleme hatte, und das Projekt wurde auf die Entwicklung einer mit diesen Laufrollen gemeinsam verwendeten Gleiskette ausgeweitet.
Am 4. Januar 1944 gab es eine Sitzung der Panzer-Kommission, bei der als maßgebliches Problem der Vereinheitlichung die Änderungen an der Panzerwanne des Panthers besprochen wurden. Sofern eine vorübergehend reduzierte Produktion von der deutschen Führung akzeptiert würde, sollten folgende gleiche Bauteile verwendet werden:
Maybach HL 230-Motor, gleiches Kühlsystem, gleiches Getriebe AK 7/200 oder Olvar B, Lenkgetriebe vom Tiger II, Seitenvorgelege vom Tiger II, gummisparende Laufrollen.
Einige der Änderungen sollten schon beim Panther Ausf. G genutzt werden. Letztlich wurde entschieden, dass ein verringerter Ausstoß von Panthern nicht vertretbar war.
Insgesamt erkannte man, und Dr. Blaicher vom Hauptausschuss legte fest, dass eine Serienfertigung des Panther II erst Ende 1944 oder Anfang 1945 beginnen könne.

## Technische Beschreibung
Der einzige greifbare Ausgangspunkt für die Beschreibung des Panzerkampfwagen Panther II ist der von MAN in Nürnberg gefertigte Prototyp.
Der generelle Entwurf des Panther II folgte der Konzeption des eingeführten Panzerkampfwagen V Panther. Jedoch sollte die Panzerung an der Front auf 100 bzw. 120 mm erhöht und die Seitenpanzerung auf eine Dicke von 60 mm gebracht werden. Weiterhin sollten auch Turmdach, Kanonenblende, Turmstirnseite, Wannendach, Turmseiten und Turmrückseite besser gepanzert werden. Doch durch die Verwendung von seitlichen Schürzen an der Wanne hatte sich bei den ersten Einsätzen an der Ostfront bereits gezeigt, dass die Empfindlichkeit der seitlichen Panzerung gegenüber dem Beschuss aus den bekannten sowjetischen Panzerbüchsen geringer war als befürchtet. Die seitliche Verstärkung wurde nicht angebracht.
Es war geplant, dass angesichts der Angleichung des Fahrwerks die reguläre Kette des Panther II als Transportkette für den Tiger II nutzbar sein sollte. Dabei wäre allerdings die Panther-Kette kürzer gewesen, da dieser auf der Länge über zwei Laufrollen weniger verfügt hätte als der Tiger II. Die gummisparenden Laufrollen dieses Fahrwerks waren ein wichtiger Punkt in den Gesprächen um die Einführung des Panther II, doch sie bedeuteten auch 2 Tonnen zusätzliches Gewicht. Fahrerprobungen dieser Laufrollen mit dem Prototyp und dem Panther I sollten entscheiden, ob der Panther II früher oder später eingeführt wurde.
Die Weiterentwicklung des Gefechtsturmes für zukünftige Ausführungen des Panther wurde unabhängig vom Basisfahrzeug vorangetrieben. Gelegentlich werden dem Panther II bestimmte Türme in der Literatur zugeordnet, doch dies ist rein spekulativer Natur. Im Gegensatz zum Panzerkampfwagen V Panther Ausf. F war die Installation einer 8,8-cm-KwK 43 nie vorgesehen.
Verbesserungen, die sich aus der Entwicklung des Panthers II ergeben hatten, sollten in die Weiterentwicklung des Panthers übernommen werden, was auch bei der Entwicklung des Panthers Ausf. G geschah.
Lediglich ein Panther-II-Versuchs-Fahrgestell wurde fertiggestellt. Dieses Fahrzeug wurde von der US-Armee erbeutet und zu Tests auf den Aberdeen Proving Ground (Maryland) der US Army verbracht; allerdings wurde der Turm eines Panther Ausf. G (Fgst. Nr. 121447) erst hier auf die Wanne aufgesetzt. Heute ist dieser Panzer im Patton-Armee-Museum in Fort Knox zu sehen.

## Technische Daten

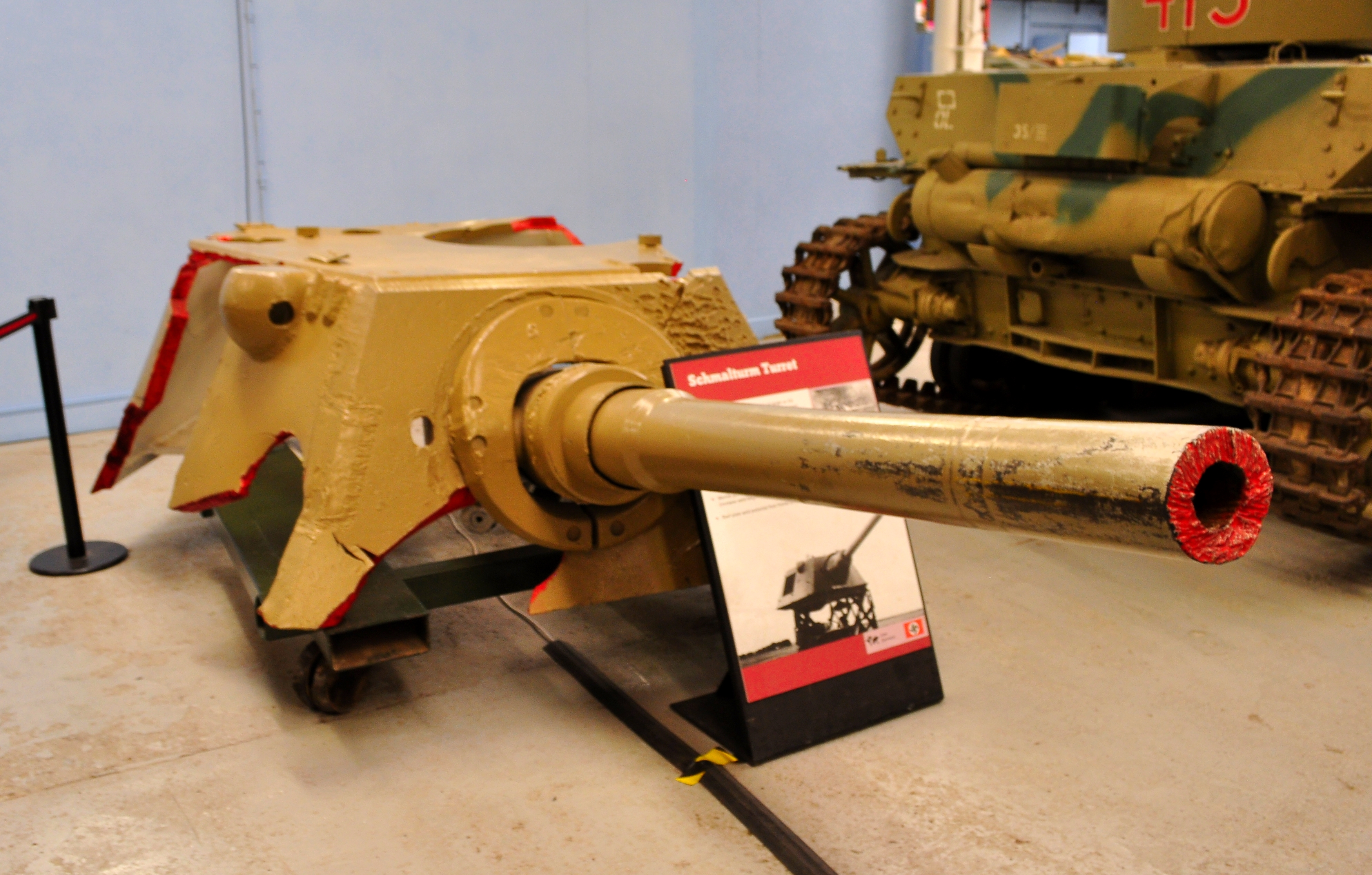
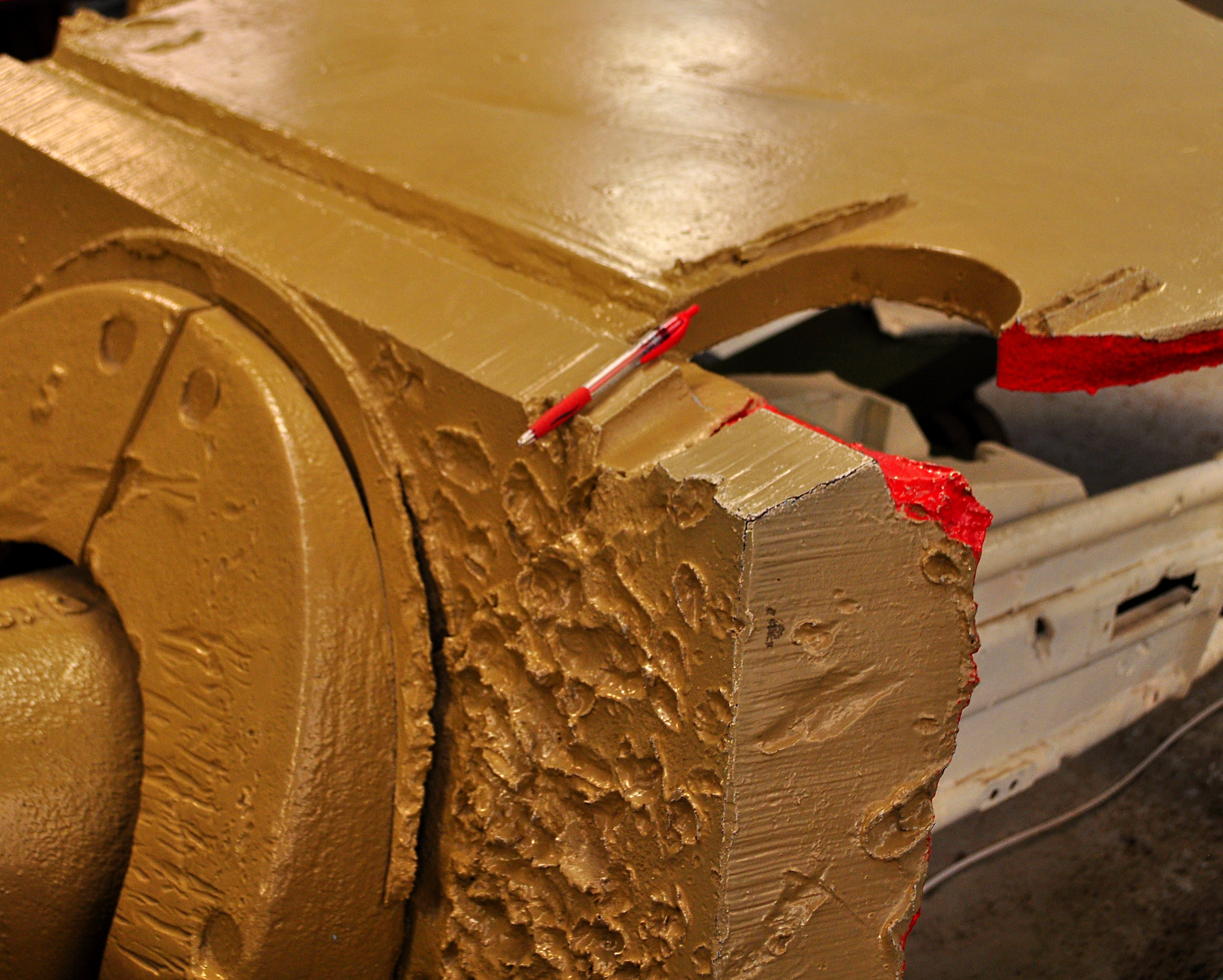
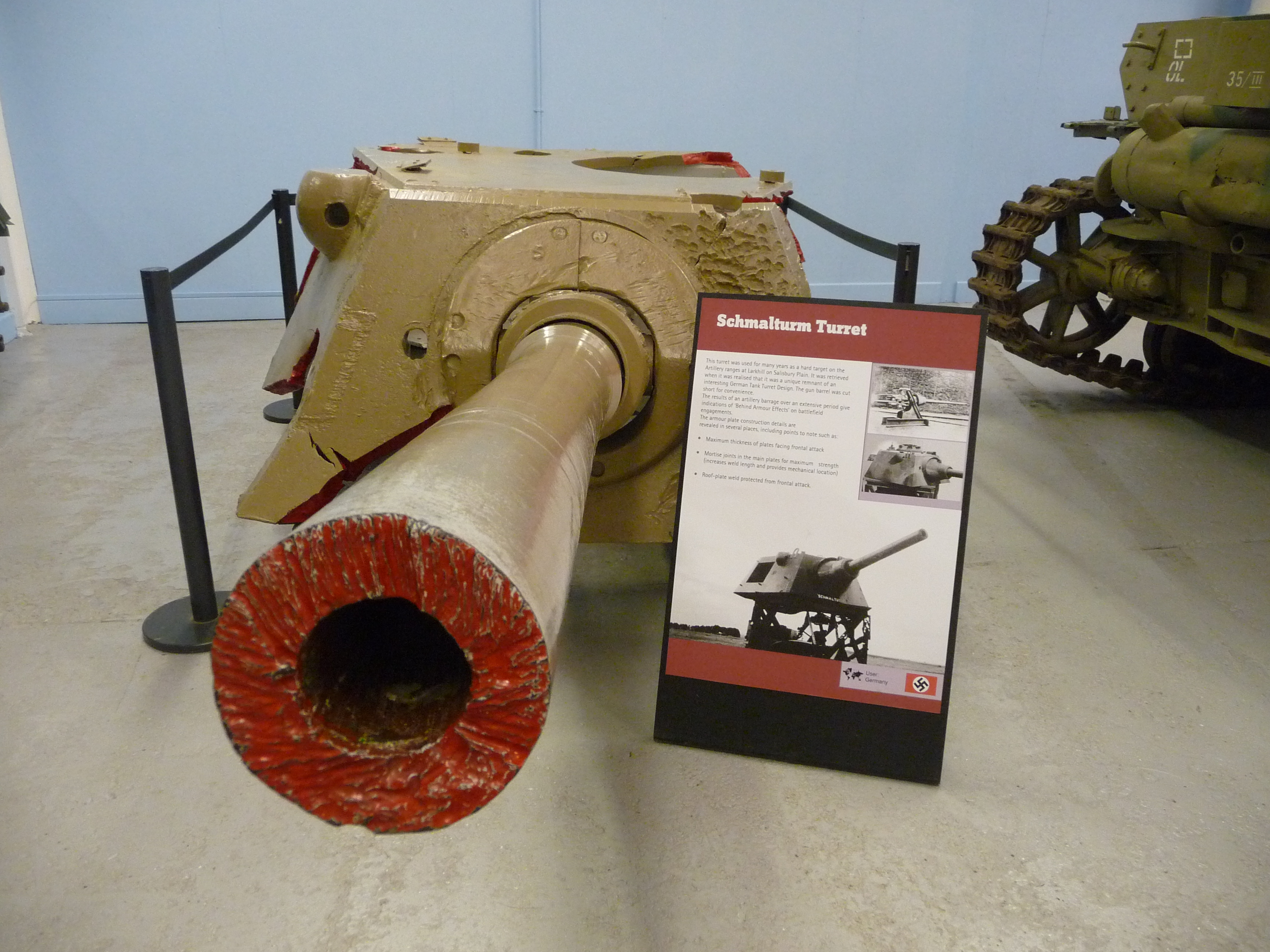

(Daten nach Thomas L. Jentz und Hilary Louis Doyle)
- Bewaffnung: 7,5-cm-KwK (L/70) sowie 2 × 7,92-mm-MG 34
- Panzerung: 100 mm vorne, 60 mm seitlich, 40 mm hinten
- Gewicht: 53 Tonnen
- Motor: Maybach HL 230 (Drosselleistung 600 PS, konstruktiv 700 PS)
- Geschwindigkeit: 46 km/h
- Besatzung: 5 Mann
- Baujahr: 1943
- Stückzahl: 1 Prototyp ohne Turm, kein Turm-Prototyp hergestellt (2 Prototypen)[10]
- Der Torso eines Prototyp-Turms (Schmalturm) für den Panther Ausf. F[7] befindet sich in der Sammlung des Panzermuseums Bovington in Großbritannien. Er wurde nach dem Krieg von der britischen Armee zu Beschussversuchen verwendet und dann auf einem englischen Schießplatz auf ein Cromwell-Hartziel aufgesetzt und vergessen. Ende der 1980er-Jahre wurde er wiedergefunden, aufgearbeitet und ausgestellt.